# Баннок (хлеб)
Баннок (англ. Bannock) — шотландская лепёшка, приготовленная с использованием разрыхлителя, выпекаемая с обеих сторон на противне или в сковороде. Традиционно готовится из ячменной и овсяной муки, реже – из пшеничной. Баннок может быть как пикантным, так и сладким.
Баннок также считается традиционной едой североамериканских индейцев. По-видимому, они переняли рецепт хлеба у шотландских переселенцев .

## Этимология
Слово «баннок» происходит от северного и шотландского диалектов. В Оксфордском словаре английского языка говорится, что этот термин происходит от латинского слова panicium, означающего «выпеченное тесто», или от panis, означающего хлеб. Впервые он упоминался как «bannuc» в ранних толкованиях автора VIII века Альдхельма (ум. 709) , и его первое процитированное определение было в 1562 году. Употреблялся в основном в Ирландии, Шотландии и Северной Англии. Шотландский поэт Роберт Бернс упоминает баннок в своем Послании к Джеймсу Теннанту из Гленконнера, имея в виду Александра Теннанта.

## Ранняя история

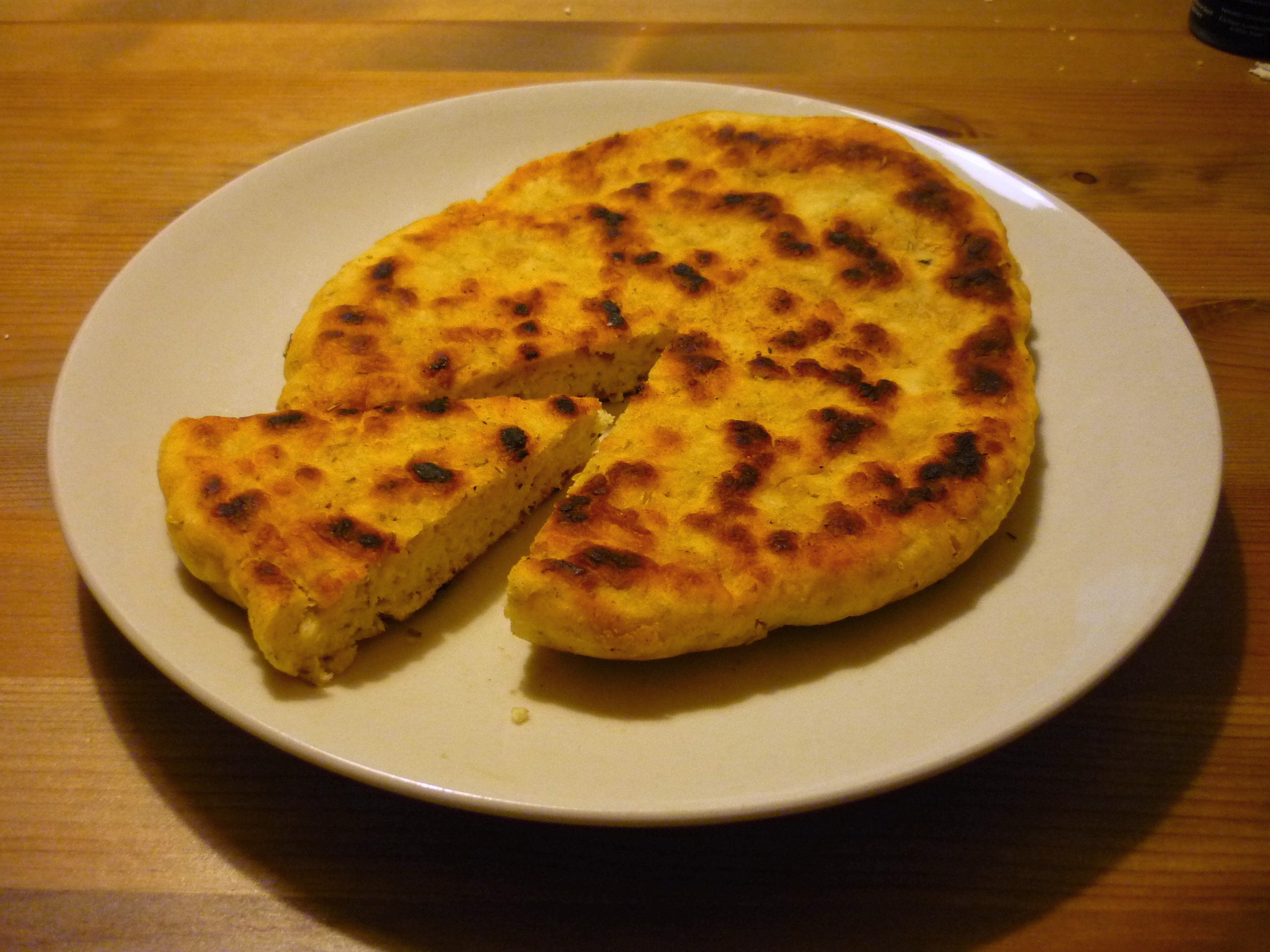
Баннок

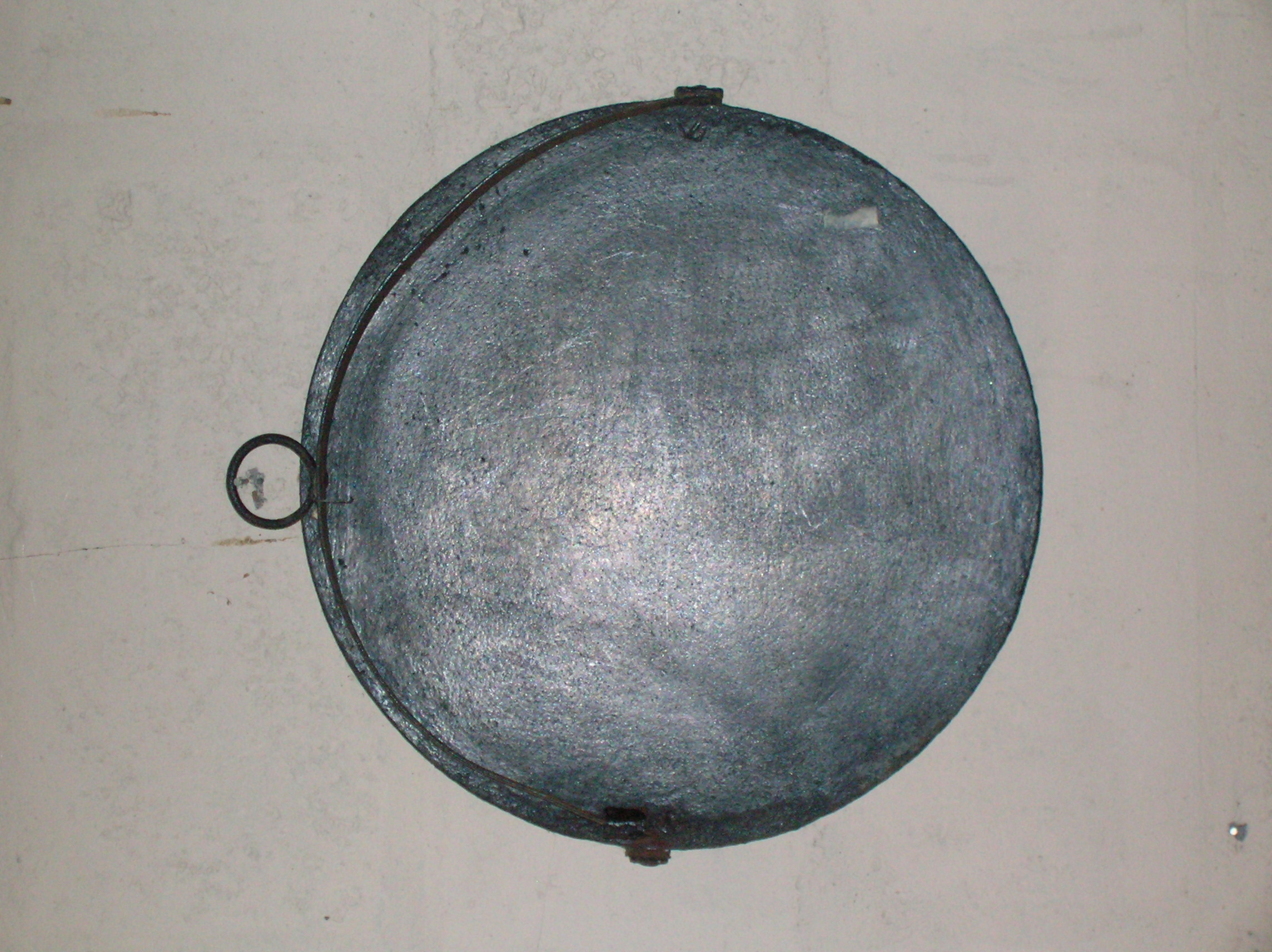
Гридль с мельницы Далгарвен в Северном Эйршире, используемая для выпечки банноков и овсяного печенья

Ранние банноки представляли собой тяжелые лепёшки из пресного ячменного или овсяного теста, сформированные в круглую или овальную форму, а затем приготовленные на гридле. В Шотландии до XIX века банноки готовили на камне, большом плоском округлом куске песчаника, который ставили прямо на огонь и использовали в качестве поверхности для приготовления пищи. Большинство современных банноков изготавливаются с использованием разрыхлителя или пищевой соды в качестве разрыхлителя, что придает им легкую и воздушную текстуру.   Есть предположение, что лепешки баннок играли ключевую роль в принятии решения о том, кто будет принесен как человеческая жертва в конце железного века, во времена Человека Линдоу . Такие лепешки разрывали на куски и клали в мешок, после чего все претенденты на жертвоприношение брали по куску, причем тот, кто отбирал обожженный кусок, тот и приносился в жертву.

## Разновидности
Разновидности баннок могут быть дифференцированы по различным характеристикам: муке или крупе, из которой они сделаны, заквашены они или нет, имеют ли они определенные особые ингредиенты, как их выпекают или готовят, а также названия ритуалов или праздников, в которых они используются. Исторически сложилось так, что специально изготовленные банноки использовались в ритуалах, отмечающих смену гэльских сезонов: баннок Святой Бриды для весны (1 февраля), баннок Белтейн для лета (1 мая), баннок Лугнасад или Ламмас для осеннего сбора урожая (1 августа), и баннок Самайн на зиму (конец октября). Другие специальные банноки включают беремил-баннок (из шотландского ячменя), баннок невесты, баннок из печени трески, плачущий баннок, фаллейд баннок (из мучной пыли), файф баннок, баннок Хогманай, баннок Маримас, баннок с месивом, баннок на Михаэля (на день архангела Михаила), баннок с горохом, баннок Питкейтли, баннок солёный, баннок соти, баннок из лапчатки, баннок на Святого Колумба, баннок прорезывания зубов, баннок Йетхольма (деревня в Шотландии) и баннок Йоля .
Мэнский боннаг (bonnag), вероятно, происходит из той же корневой формы, что и баннок, и изготавливается с использованием тех же ингредиентов .
На севере Англии банноки часто готовят из теста для печенья, а не из теста для хлеба.

## Селкеркский Баннок
Selkirk bannock из Шотландии хорошо известен и назван в честь города в Скоттиш-Бордерс, где его традиционно готовят. Это пористый, маслянистый вид, иногда сравниваемый с фруктовым кексом , сделанный из пшеничной муки и содержащий очень большое количество изюма. Первым известным производителем этого сорта был пекарь по имени Робби Дуглас, который открыл свой магазин в Селкерке в 1859 году. Когда королева Виктория посетила внучку сэра Вальтера Скотта в Эбботсфорде, она, как рассказывают, пила чай с кусочком селкеркского баннока, таким образом гарантируя его репутацию на долгие годы. Сегодня селкеркские банноки популярны по всей Великобритании.

## Интересные факты
- Баннок упоминается в романах Джона Рональда Руэла Толкина как эльфийская еда[13].

## Галерея

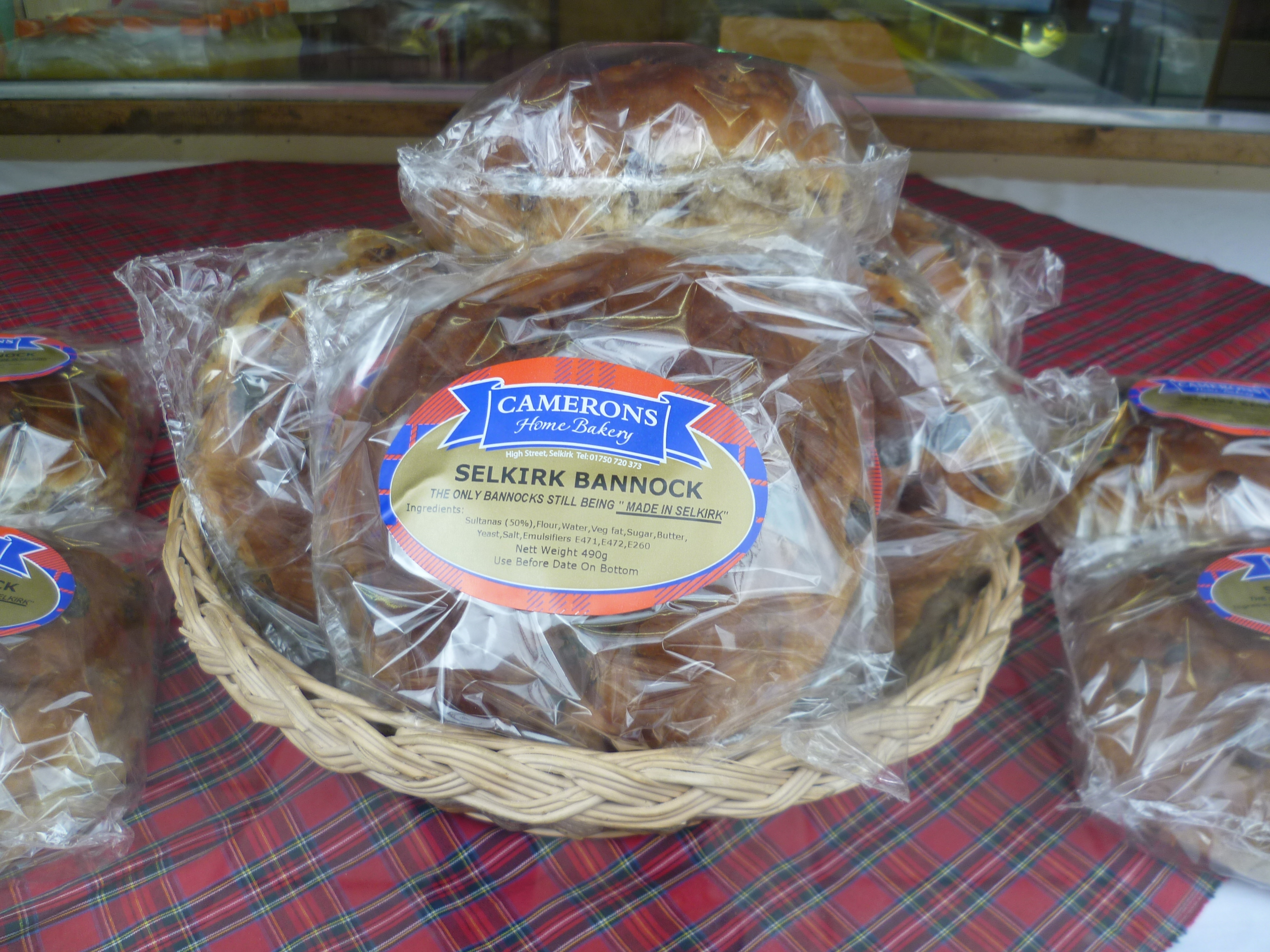
Селкеркский баннок
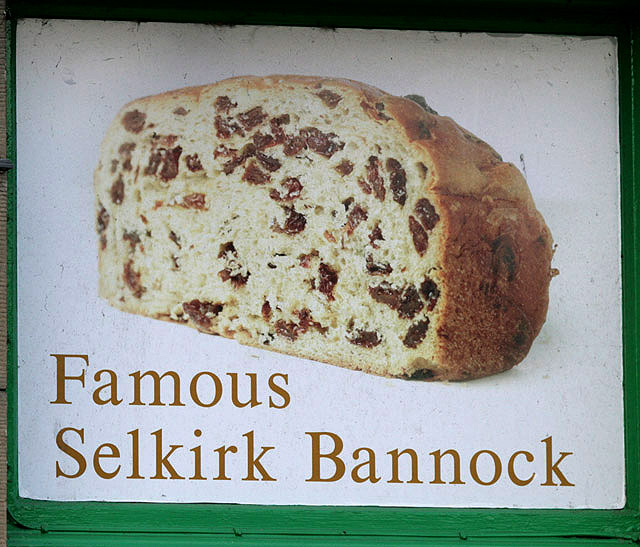
Реклама селкеркского баннока
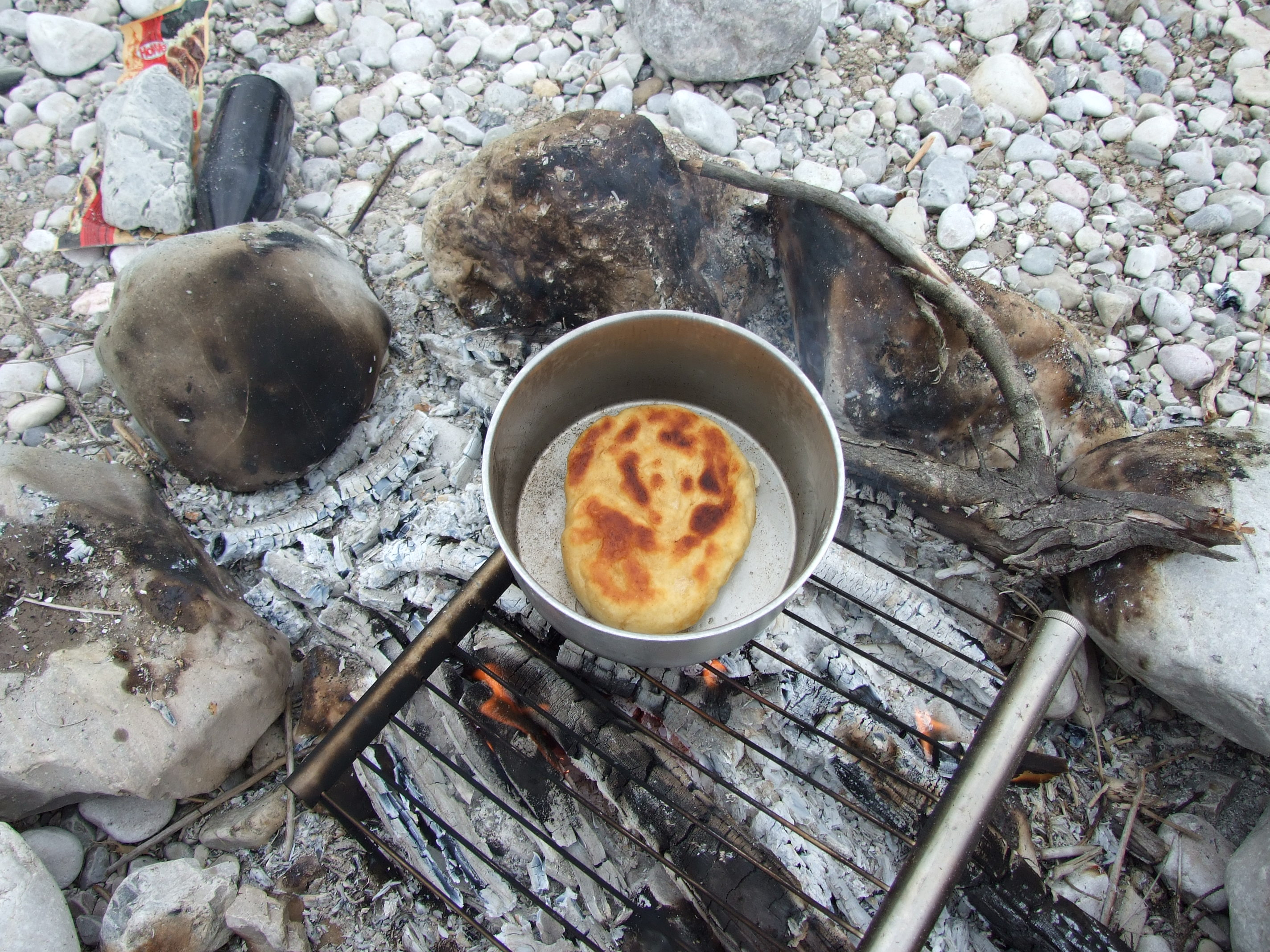
Баннок, запечённый в горшочке